# 사람의 아들
사람의 아들 또는 인자(人子)는 고대 메소포타미아에서 유래한 근동 지방의 관용구로, “사람으로서” 또는 “나 자신”을 뜻한다. 유대교와 기독교에도 많이 쓰였다.

## 고대어에서
수메르어:
- DUMU.LU.A (?)

아카드어:
- mar awelim

히브리어에는 두 가지 예가 있다:
- בן אדם [ben 'adam] (아담의 아들)
- בן אנש [ben 'enosh] (에노스의 아들)

아람어에는 여러 가지 변형이 있다:
| - ברנש [barnash] - ברנשא [barnasha'] - בר נש [bar nash] - בר נשא [bar nasha'] - יליד נשא [yelid nasha'] (lit. "Born of a Human") | - בר אנש [bar 'anash] - בר אנוש [bar 'anowsh] - בר אנשא [bar 'ansha'] - ברה דאנשא [breh dansha'] - (기타 등등) |

## 해석
성경에서는 앞서 말한 관용적 의미가 아닌 다른 의미로 쓰였다고 보는 사람도 있다.

### 기독교 일반
일반적으로 4복음서에서 '인자'는 예수 자신을 가리킨다. 

### 예수 세미나
예수 세미나에 따르면, 사람의 아들(예수 세미나는 “아담의 아들”로 번역한다) 때때로 하늘로부터 다시 올 사람을 이야기하며, 예수 자신을 이야기하지 않을 수 있다고 본다. 또 예수가 고난을 당하고, 죽음을 당하며 다시 살아날 것을 말씀할 때는 그 자신을 말하며, 가령 “안식일의 주인”에서 나오는 사람의 아들은 단지 사람을 이야기한다.

### 게자 베르메스
옥스퍼드 대학교 올프슨 콜리지의 유대학 교수인 게자 베르메스는, 복음서에서 사람의 아들이 히브리어 성서에 나오는 것과는 다른 뜻으로 쓰인다고 한다. 이 말은 아람어 “바 나샤”에서 유래한다. 그의 아람어 문헌 연구에 따르면 기독교 성서의 사람의 아들은 단지 사람의 동이어이며 “그”라는 대명사에 지나지 않는다고 한다. 이런 맥락에서 사람의 아들은 (선생 등과 같은) 특정한 직함이 될 수 없다고 한다.

## 예술에 나타난 사람의 아들
- 이문열, 《사람의 아들》, 민음사, 1979년 ISBN 978-89-374-8048-5

## 같이 보기
- 사람의 아들 (기독교)
- 멸망의 자식
- 하느님의 아들